# Anna Maria Waldstein-Wartenberg
Anna Maria Waldstein-Wartenberg (* 30. dubna 1928 Borovina u Třebíče) pochází z rodu Valdštejnů-Wartenbergů.

## Život
Anna Maria Waldstein-Wartenberg se narodila 30. dubna 1928 v Borovině u Třebíče. Rodina zde vlastnila vilu a pole a tento majetek byl po roce 1945 zabaven. V Československu žila s matkou až do roku 1947 a v tomto roce odešly do Rakouska. Zde zpočátku bydleli v klášteře v Pressbaum u Vídně a následně se odstěhovali do Vídně. Ve Vídni pracovala jako sekretářka u firem Miele-Waschmaschinen, v reklamní agentuře IWG a ve firmě Plexiglas. Ve firmě Plexiglas pracovala až do důchodu.

### Rodina
Rodiče Anny Marie Waldstein-Wartenberg byli Joseph Maria Franz Adam Emanuel von Waldstein-Wartenberg a Maria Anna von Blanckenstein.
Sourozenci Anny Marie Waldstein-Wartenberg:
- Maria Johanna Waldstein-Wartenberg (15. ledna 1922 Jihlava – 10. července 1945 Třebíč)
- Karolina Maria (15. prosince 1923 Třebíč – 15. září 1936 Třebíč)
- Berthold Josef Waldstein-Wartenberg (21. dubna 1925 Třebíč – 21. ledna 1992 Vídeň)

## Dílo
- Když byla Třebíč ještě valdštejnská.[2]